# Corneille grise
Corvus tristis
Espèce
Statut de conservation UICN

 LC  : Préoccupation mineure
La Corneille grise (Corvus tristis) est une espèce de passereaux de la famille des Corvidae, commune dans les forêts de Nouvelle-Guinée et des îles voisines. Son plumage pâle est très variable, mais elle se reconnaît à sa queue relativement longue, son bec robuste et sa peau faciale nue.

## Répartition et habitat
Elle se trouve en Nouvelle-Guinée et dans les îles voisines de Salawati, Batanta, Yapen et d'Entrecasteaux.
Assez commune, elle fréquente les forêts primaires et secondaires, les orées de bois et les jardins, des plaines jusqu'à 1500 m d'altitude.

## Description
Elle mesure 51 à 56 cm, soit une taille similaire à celle de la Corneille noire ou mantelée, mais avec une silhouette différente : la queue est assez longue et quasiment étagée, les vibrisses rictales et nasales très clairsemées et la face largement nue, d'où son ancien nom anglais bare-faced crow, corneille à face nue. Son plumage est variable, du gris cendré au brun foncé et au noir délavé.
Les deux sexes sont identiques, mais les mâles sont en moyenne plus grands que les femelles. Les jeunes sont d'un marron très pâle et d'apparence délavée, avec les yeux bruns et le bec blanc ; ils mettent trois ans à acquérir leur aspect adulte.

## Écologie et comportement

### Alimentation
Elle se nourrit principalement de fruits dans la canopée, cherchant sa nourriture en troupes bruyantes, audibles de loin. Elle peut aussi se nourrir au sol, en particulier sur les bancs de sable des rivières où elle recherche des fruits tombés, mais aussi des cadavres. Elle capture également des insectes, en particulier pour nourrir ses petits.

### Reproduction
Sa reproduction est mal connue. Elle semble avoir lieu à la saison sèche : deux nids ont été trouvés en mars, des jeunes au nid d'octobre à début décembre et des jeunes volants en octobre-novembre.

### Voix
La Corneille grise émet un croassement plaintif d'intonation montante, donnant l'impression de glapissements quand elle crie en chœur. Elle produit également un croassement gémissant et des cris rauques en rafale.

## Taxonomie
L'espèce a été décrite en 1827 par les naturalistes français René Primevère Lesson et Prosper Garnot. Elle est monotypique.